# Jean-Baptiste Raymond
Ne doit pas être confondu avec Jean-Baptiste Raymond de Lacrosse.
Pour les personnes ayant le même patronyme, voir Raymond.
Jean-Baptiste Raymond (Saint-Roch-des-Aulnaies, Québec, Canada, 6 décembre 1757 - Laprairie, Québec, 19 mars 1825), seigneur du Lac-Matapédia, est un homme d'affaires et homme politique bas-canadien, député de Huntingdon.

## Biographie

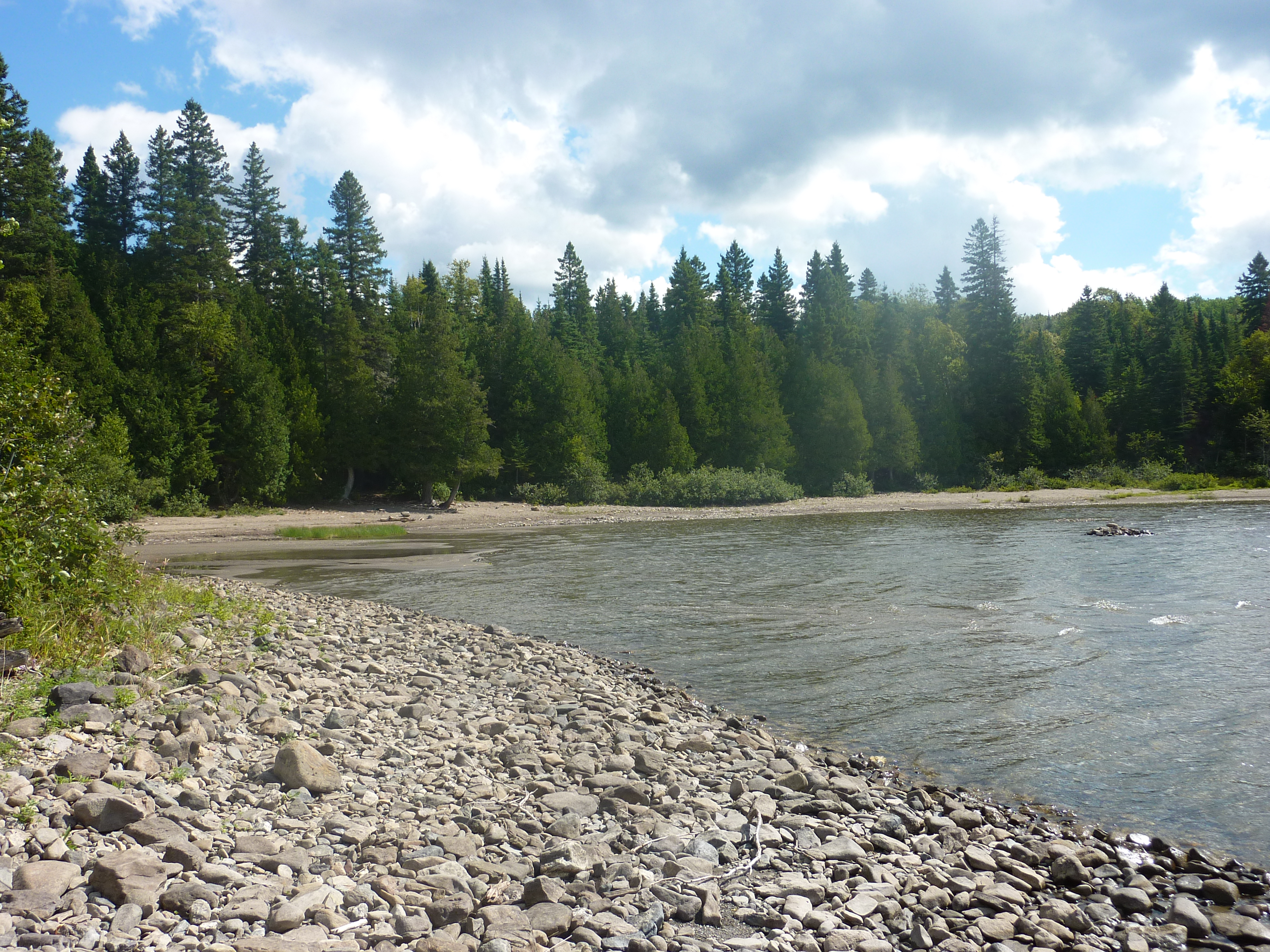
Il hérite de la seigneurie du Lac-Matapédia et la revend pour payer ses dettes.

Jean-Baptiste Raymond, né en 1757, est le fils de Jean-Baptiste Moyse de Rémond et de sa première femme, née Marie-Françoise Damours de Louvières, descendante de Mathieu d'Amours de Chauffours, et qui possède la seigneurie du Lac-Matapédia.
Après des études primaires à Montréal, il part à 12 ans faire la traite des fourrures.

### Fondation de La Tortue - Négoce et fabriques
De retour en 1783, Jean-Baptiste Raymond fonde la localité de La Tortue (sur la paroisse de Saint-Philippe-de-Laprairie) et s'y établit.
Il s'adonne à différents négoces ; vers 1795, son crédit est important sur Laprairie et La Tortue. Des spéculations sur la poudre à canon le mettent en difficulté financière et il vend en juin 1796 la seigneurie du Lac-Matapédia qu'il avait héritée de sa mère,. Mais ensuite ses affaires prospèrent de nouveau ; il s'installe à Laprairie avec sa famille en 1801. Jean-Baptiste associe à ses affaires son fils Jean-Moïse Raymond et comme il souffre d'infirmités, il lui confie une part croissante dans la direction. Jean-Baptiste Raymond et Fils devient une des entreprises les plus prospères de la région et se diversifie : commerce de marchandises sèches, plusieurs scieries, plusieurs fabriques de potasse, commerce de blé.

### Député de Huntingdon
Jean-Baptiste Raymond est élu député de Huntingdon à la Chambre d'assemblée du Bas-Canada en 1800, et il est réélu député en 1804. Il soutient alternativement le Parti canadien et le Parti des bureaucrates. Il participe peu à l'assemblée, préférant suivre la marche de ses affaires.
Jean-Baptiste Raymond est par ailleurs nommé ou élu à différentes autres charges. Nommé juge de paix en 1803, il l'est de nouveau en 1812. Il est nommé en 1812 capitaine, à la tête du 1er bataillon de milice de Boucherville. En 1817 il travaille avec une commission pour améliorer les communications dans la région de Huntingdon. En 1822, il est élu à la présidence de l'assemblée organisée à Huntingdon par le parti canadien en opposition au projet d'union du Bas et du Haut-Canada.
Il meurt en 1825, et il est inhumé dans l'église paroissiale de Laprairie.

### Vie familiale
En 1784, Jean-Baptiste Raymond épouse Marie-Clotilde Girardin, fille du marchand Charles-François Girardin et de Marie-Louise Le Cerf dit La Chasse. 
- Ils ont 17 enfants, dont 7 atteignent l'adolescence[1]. Parmi eux :
  - Jean-Moïse Raymond (1787-1843), rapidement associé aux affaires paternelles, et prenant la suite de son père, puis élu député[4].
  - Clotilde Raymond, qui épouse en 1807 Paul-Théophile Pinsonaut (1780-1832), notaire, officier, homme d'affaires ; ils sont les parents de deux religieuses, d'un homme d'affaires, et de l'évêque Pierre-Adolphe Pinsonault[5].
  - Esther Raymond, qui épouse Guillaume Fleury d'Eschambault, de Montréal, docteur en médecine de la Faculté de Paris[6].
  - Marie-Geneviève-Sophie Raymond (1798-1883), qui épouse l'homme d'affaires Joseph Masson (1791-1847), député, seigneur de Terrebonne, et qui devient le premier millionnaire canadien-français.
  - Marie-Flavie Raymond, qui possède la propriété où se construit le hameau qui devient Saint-Jacques-le-Mineur, en Montérégie.

La veuve de Jean-Baptiste, née Marie-Clotilde Girardin, se remarie en 1828 avec Edme Henry, notaire, homme d'affaires, lieutenant-colonel et homme politique, député.